# Vincent Kittmann
Vincent Kittmann (* 19. September 1988) ist ein ehemaliger deutscher professioneller Basketballspieler. Er ist 1,99 Meter groß und spielte auf der Flügelposition.

## Karriere
Während seiner Jugend spielte Kittmann in seiner Heimatstadt Hamburg für den Bramfelder SV, unter anderem in der U19-Bundesliga NBBL. In der Saison 2006/07 machte er zusätzlich mit guten Leistungen in der Bramfelder Herrenmannschaft (2. Regionalliga) auf sich aufmerksam und wechselte zur Saison 2007/08 zum SC Rist Wedel (damals 1. Regionalliga). Ende 2007 nahm er an den Ausscheidungsveranstaltungen für die deutsche U20-Nationalmannschaft teil.
Zur Saison 2008/09 ging Kittmann nach Osnabrück (2. Bundesliga Pro B), zur Folgesaison wechselte er zum Staffelkonkurrenten Hertener Löwen. Den Schritt in die nächsthöhere Spielklasse, die 2. Bundesliga Pro A, ergo die zweite Liga, vollzog er 2012 mit dem Wechsel zu den Paderborn Baskets. Zuvor war Kittmann in seiner dritten und letzten Saison bei den Löwen unter die fünf besten Spieler der Pro-B-Saison 2011/12 gewählt worden. In Paderborn spielte er zwei Jahre.
Kittmann wechselte zur Saison 2014/15 in seine Heimat zurück und schloss sich den Hamburg Towers an. Die neue Mannschaft absolvierte ihre Premierensaison in der 2. Bundesliga Pro A. Mit den Towers erreichte Kittmann die Playoffs und kam in 33 Spielen zum Einsatz. Im Juli 2015 wurde sein Vertrag von den Towers für die Saison 2015/16 verlängert. Im Juni 2016 gab Kittmann das Ende seiner Profilaufbahn bekannt, kehrte aber im Sommer 2017 zurück und schloss sich dem SC Rist Wedel in der 2. Bundesliga ProB an, für den er bis zum Saisonende 2017/18 spielte.